# Ostravský kraj
Ostravský kraj byl správní celek v Československu, který existoval v letech 1948–1960. Jeho centrem bylo město Ostrava. Kraj měl rozlohu 4 520 km².

## Geografie a historický vývoj
Ostravský kraj vznikl dne 24. prosince 1948 na základě zákona o krajském zřízení, podle kterého bylo k 31. prosinci 1948 zrušeno zemské zřízení. Krajský národní výbor byl zřízen k 1. lednu 1949.
Kraj byl vytvořen převážně na většině území bývalé Slezské expozitury země Moravskoslezské, ale patřila k němu i některá okrajová moravská území, která k ní nikdy nepatřila. Z moravské části expozitury k němu patřila území celých bývalých politických okresů Místek (již za druhé světové války zrušeného politického okresu Moravská Ostrava, poté až do 31. prosince 1948 rozdělený mezi politický okres Nový Jičín a statutární město Ostravu) a Nový Jičín; ze slezské části pak Bílovec, Český Těšín, Frýdek (již za druhé světové války začleněn do politického okresu Místek), Fryštát, Hlučín, Krnov, Opava-venkov, Ostrava, a Statutární město Opava. Dále pak k němu patřila obec Heřmanovice (původně součást slezského politického okresu Jeseník) a severovýchodní část bývalého slezského politického okresu Bruntál. Z území mimo expozituru k němu patřila východní část bývalého moravského politického okresu Moravský Beroun (město Budišov nad Budišovkou s okolím) a severní část bývalého moravského politického okresu Hranice (obce Spálov a Luboměř).
Na západě a jihozápadě sousedil s krajem Olomouckým, na jihu s krajem Gottwaldovským, na jihovýchodě se slovenským Žilinským krajem, na severovýchodě a severu s Polskem.
Dne 1. července 1960 byl na základě zákona o územním členění státu Ostravský kraj zrušen a celé jeho území bylo začleněno do kraje Severomoravského, v jehož rámci bylo rozděleno mezi moderní okresy Bruntál, Frýdek-Místek, Karviná, Nový Jičín, Opava a Ostrava-město. V současné době je celé území někdejšího Ostravského kraje součástí kraje Moravskoslezského (jenž se do 30. května 2001 také nazýval Ostravský kraj), který je výrazně větší než někdejší Ostravský kraj (zasahuje i do území někdejšího Olomouckého kraje z období 1948–1960).

## Administrativní členění
Kraj se členil na města Opava a Ostrava a 11 okresů: Bílovec, Český Těšín, Frenštát pod Radhoštěm, Fryštát (Karviná), Hlučín, Krnov, Místek, Nový Jičín, Opava, Ostrava a Vítkov.